# Basilan
Basilan is een provincie in de Filipijnen. Het is tevens de naam van het grootste eiland van de provincie. De provincie en het eiland maken, met uitzondering van de stad Isabela, onderdeel uit van regio ARMM (Autonomous Region in Muslim Mindanao). Bij de census van 2015 telde de provincie bijna 347 duizend inwoners.
De provincie Basilan is een thuisbasis van de gewelddadige Islamitische afscheidingsbeweging Abu Sayyaf.

## Geschiedenis
Tot voor kort was de provincie onderdeel van regio IX (Zamboanga Peninsula). In een referendum op 14 augustus 2001 kozen de inwoners van de 6 gemeenten ervoor om bij ARMM te gaan behoren De inwoners van de hoofdstad Isabela City stemden tegen, zodat deze stad nog steeds behoort tot Zamboanga Peninsula.

## Mensen en Cultuur
De oorspronkelijke inwoners van Basilan zijn de Yakan. Ongeveer 55% van de inwoners van Basilan spreekt Chacacano. De rest spreekt een van de talen Yakan, Tausug, Samal, Cebuano of Tagalog. Ongeveer 25% van de inwoners zijn christen.

## Geografie

### Topografie
De provincie Basilan bestaat uit het gelijknamige heuvelachtig eiland Basilan en nog 61 kleinere eilanden daaromheen. Het ligt op zo'n 8 km van het zuidwestelijke puntje van Mindanao en ten noordoosten van de Sulu-eilanden. Het eiland is 1234,2 km² groot.

### Bestuurlijke indeling
Basilan is onderverdeeld in 2 steden en 10 gemeenten.

#### Steden
- Isabela
- Lamitan

#### Gemeenten
| - Akbar - Al-Barka - Hadji Mohammad Ajul - Hadji Muhtamad - Lantawan | - Maluso - Sumisip - Tipo-Tipo - Tuburan - Ungkaya Pukan |

Deze gemeenten zijn onderverdeeld in 210 barangays.

## Demografie
Basilan had bij de census van 2015 een inwoneraantal van 346.579 mensen. Dit waren 53.257 mensen (18,2%) meer dan bij de vorige census van 2010. Ten opzichte van de census van 2000 was het aantal inwoners gegroeid met 86.783 mensen (33,4%). De gemiddelde jaarlijkse groei in die periode kwam daarmee uit op 3,23%, hetgeen hoger was dan het landelijk jaarlijks gemiddelde over deze periode (1,72%).
De opvallende toename tussen de bevolkingstellingen van 2000 en 2007, gevolgd door een sterke afname, heeft te maken met het feit dat lokale overheden de bovolkingscijfers sterk hadden overdreven teneinde recht op meer subsidie van de centrale overheid te hebben. In de census van 2010 werden de cijfers strenger gecontroleerd met een bijstelling naar beneden ten gevolge.

De bevolkingsdichtheid van Basilan was ten tijde van de laatste census, met 346.579 inwoners op 3224,47 km², 107,5 mensen per km².

## Economie

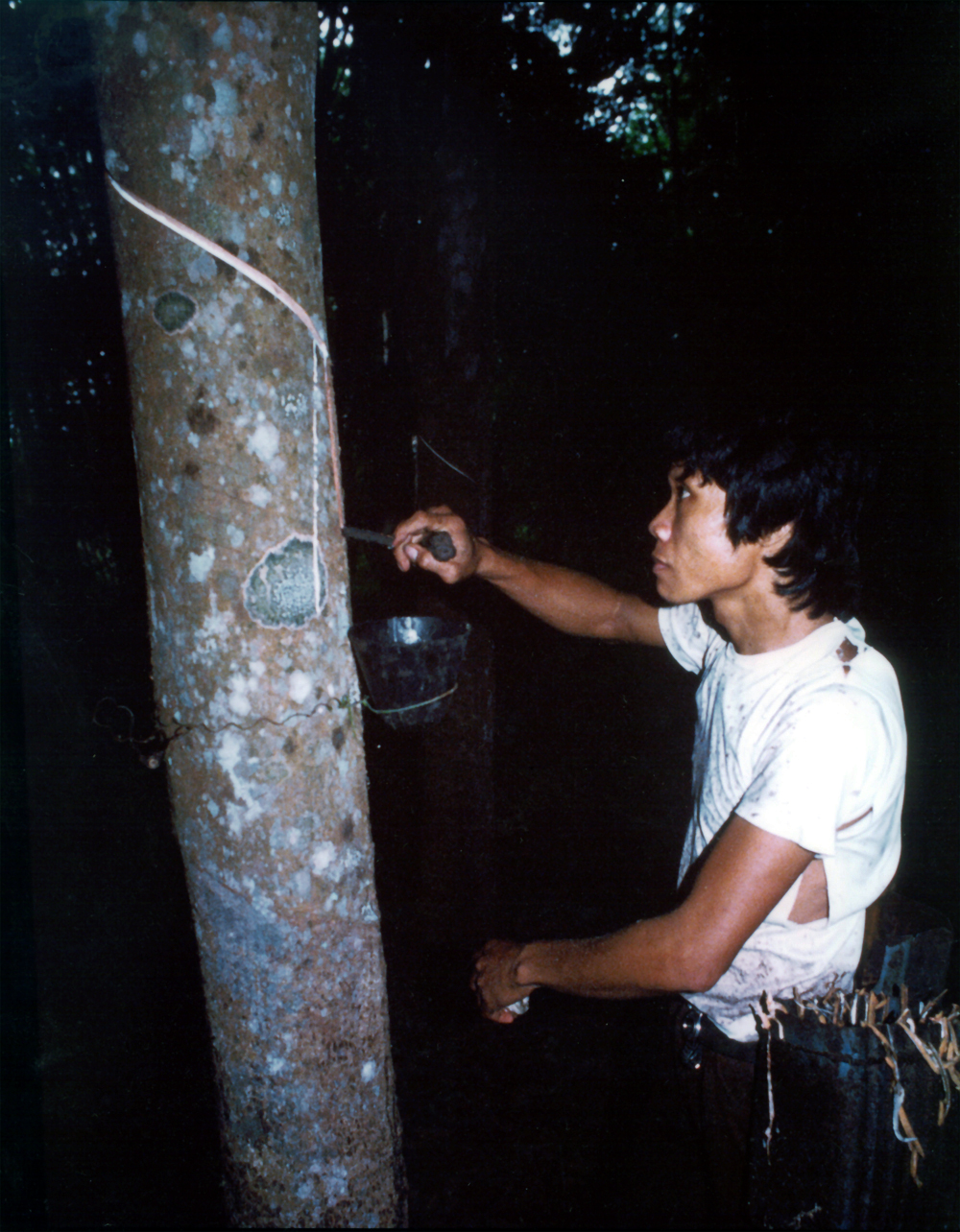
Een arbeider aan het werk op een rubberplantage op Basilan

De belangrijkste bron van inkomsten van Basilan is de agrarische sector. Een veel verbouwd product in Basilan is rubber. Andere producten zijn: kokosnoten, koffie, zwarte peper en palmolie. Voedsel zoals rijst, groenten en vlees moet de provincie echter importeren uit andere delen van het land. Ook de visserij is een belangrijke sector in Basilan. Veel voorkomende vissen rond Basilan zijn tonijn, makreel en sardientjes.
Basilan is een relatief arme provincie. Uit cijfers van het National Statistical Coordination Board (NSCB) uit het jaar 2003 blijkt dat 42,0% (10.987 mensen) onder de armoedegrens leefde. In het jaar 2000 was dit 39,1%. Daarmee staat Basilan 34e op de lijst van provincies met de meeste mensen onder de armoedegrens. Van alle 79 provincies staat Basilan echter 59e op de lijst van provincies met de ergste armoede..